# Ángel Arocha
Ángel Arocha Guillén (Tenerife, 24 giugno 1907 – Balaguer, 2 settembre 1938) è stato un calciatore spagnolo, di ruolo attaccante.
Morì al fronte 2 settembre 1938, durante la guerra civile spagnola, a Balaguer.

## Carriera

### Club
Iniziò a giocare a calcio nel Tenerife, squadra della sua città, che lo fece entrare nel club a 15 anni. Dopo due stagioni trascorse sull'isola decide di trasferirsi al Barcellona, club nel quale militerà per 8 anni riuscendo a vincere una Liga e una Coppa del Re. È il settimo calciatore per numero di gol ufficiali realizzati nella storia del club azulgrana (134) che, sommati a quelli segnati in amichevole diventerebbero 203 in 210 incontri. Approdato a Madrid nel 1934, dovrà dare l'addio al calcio dopo essere stato chiamato alle armi a causa della guerra civile.

### Nazionale
Disputò due match con la casacca della Nazionale spagnola, nel 1931, riuscendo a segnare una rete in entrambe le partite.

## Palmarès

### Giocatore

#### Competizioni nazionali
- Campionato spagnolo: 1

Barcellona: 1928-29
- Coppa di Spagna: 1

Barcellona: 1928